# Wilhelm Zika
Wilhelm Zika (* 6. November 1905 in Ottensheim; † 14. September 1989 in Linz) war ein österreichischer Orgelbauer.

## Leben
Nach der Grundschule und einer Lehre als Kupferschmied trat Zika in den Orgelbaubetrieb seines Vaters Wilhelm Zika sen. ein, den dieser 1922 von Leopold Breinbauer übernommen hatte. Aus der Tatsache, dass Vater und Sohn Mitte der 1920er Jahre Johann Nepomuk David kennengelernt hatten, entwickelte sich eine weitreichende Zusammenarbeit, die u. a. in der Orgel der evangelischen Christuskirche in Wels – dem ersten Instrument Österreichs nach der Orgelreform mit mechanischer Traktur und Schleifladen – ihren Niederschlag fand.
Großes Ansehen gewann die die Firma durch die Arbeiten an der Bruckner-Orgel im Stift Sankt Florian, die während und nach dem Zweiten Weltkrieg durchgeführt wurde; nach dem Krieg wurde der Firmensitz in das in der amerikanischen Besatzungszone gelegene St. Florian verlegt. Bei der Restaurierung der Festorgel im Stift Klosterneuburg im Jahr 1950 übernahm Zika mit seiner Werkstätte den klanglichen Teil.
Nach dem Tod seines Vaters im Jahr 1955 übernahm Zika den Betrieb seines Vaters, aus dem ein Jahr später die Oberösterreichische Orgelbauanstalt entstand. Zika blieb bis 1971 deren künstlerischer Leiter, ehe er 1972 gemeinsam mit Helmut Kögler die Geschäftsanteile der Firma übernahm.
Als Zika am 1. Jänner 1986 in den Ruhestand trat, wurde ihm der Titel Professor verliehen.

## Werke (Auswahl)
| Jahr    | Ort                    | Kirche                             | Bild | Manuale | Register | Bemerkungen |
| ------- | ---------------------- | ---------------------------------- | ---- | ------- | -------- | --- |
| 1935–38 | Wien                   | Alt-Ottakringer Pfarrkirche        |      | III/P   | 47       | Disposition und Geschichte |
| 1957    | Linz                   | Friedenskirche                     |      | III/P   | 50       | Errichtet durch Wilhelm Zika d. J., Oberösterreichische Orgelbauanstalt St. Florian, geweiht am 23. Juni 1957. Generalsaniert 1996–2002 von Orgelbau Kaltenbrunner, Bad Wimsbach-Neydharting. |
| 1960    | Tulln                  | Pfarrkirche St. Stephan            |      | III/P   | 37       | Errichtet durch Wilhelm Zika d. J. und am 26. Dezember 1960 eingeweiht. |
| 1963    | Weyregg am Attersee    | Pfarrkirche St. Valentin           |      | II/P    | 16       | Der Bau der Orgel wurde von Hubert Neumann aus Götzis begonnen und von Wilhelm Zika (Oberösterreichische Orgelbauanstalt) fertiggestellt.                                                     |
| 1965    | Erlauf (Gemeinde)      | Pfarrkirche Erlauf                 |      | II/P    | 13       | |
| 1970    | Niederwaldkirchen      | Pfarrkirche Niederwaldkirchen      |      | II/P    |          | |
| 1974    | Windhaag bei Freistadt | Pfarrkirche Windhaag bei Freistadt |      | II/P    | 13       | |